# Tracy Reuss
Tracy Reuss (Torreón) es una modelo mexicana, conocida por ser la ganadora del segundo ciclo de Mexico's Next Top Model.

## Biografía
Tracy Reuss, nació en la localidad de Torreón,  en el estado de Coahuila, actualmente reside en Distrito Federal, a causa de su carrera profesional como modelo. 
Desde pequeña soñó con ser modelo; sin embargo, su baja autoestima causada por el bullying durante su adolescencia, le hizo creer que esto sería imposible.
A los 20 años, tuvo la oportunidad de convertirse en modelo, participando en el casting de la segunda temporada de Mexico's Next Top Model.

## Mexico's Next Top Model
Tras el casting para la segunda temporada de Mexico's Next Top Model, fue seleccionada para el Top 20 inicial, tras el cual consiguió entrar en el Top 13, a pesar de las opiniones de los propios jueces, que descalificaron sus fotos. Finalmente, el público consiguió que la modelo pasase a la final, colocándola en el Top 3.

En el episodio final, Tracy se clasificó para el Top 2, junto a la concursante Nikoll Vogasuna. Con los consejos de Tyra Banks, invitada a la final, realizó la última pasarela. El jurado, con la ayuda de la invitada, nombró a Tracy ganadora de la segunda temporada del programa mexicano.  «»

## Después de MxNTM
Como ganadora de la segunda temporada de Mexico's next top model, Tracy fue portada de la revista Elle Mexico en el mes de enero de 2012, además de ser la imagen de Sedal. Posteriormente, ha trabajado para Sexy Jeans en una campaña anivel nacional. 
Además fue contratada por la agencia Shock Modelling, con la que sigue trabajando hoy en día. principal.
Actualmente se ha entrevistado con diversas agencias de modelos en la ciudad china de Shanghái.